# 李察·唐納
李察·唐納（英語：Richard Donner，1930年4月24日—2021年7月5日）是一名美國電影導演及監製。代表作有《凶兆》、《超人》（Superman）、《鷹狼傳奇》及《轟天炮》系列，而《超人》一片更因是第一套大為賣座的超級英雄片，從而令該類型電影成為主流電影類別之一。

## 導演作品
- X-15 (1961)
- Salt and Pepper (1968)
- Twinky (1969)
- 《凶兆》（The Omen，1976）
- 《超人》（Superman，1978）
- 《超人續集》Superman II (1980) (uncredited, as Richard Lester took over direction)
- Inside Moves (1980)
- The Toy (1982)
- The Goonies(七寶奇謀) (1985)
- Crazy Construction (1985)
- 《鷹狼傳奇》（Ladyhawke，1985）
- 《轟天炮》Lethal Weapon (1987)
- Scrooged (1988)
- 《轟天炮2》Lethal Weapon 2 (1989)
- Radio Flyer (1992)
- 《轟天炮3》Lethal Weapon 3 (1992)
- 《賭俠馬華力》Maverick (1994)
- 《刺客戰場》Assassins (1995)
- 《連鎖陰謀》Conspiracy Theory（英语：Conspiracy Theory (film)） (1997)
- 《轟天炮4》Lethal Weapon 4 (1998)
- 《迷失凶間》（Timeline，2003）
- 16 Blocks (2006)
- Superman II: The Richard Donner Cut (2006)

## 著作
- Action Comics (co-writer with Geoff Johns)

## 參註
1. ↑  Alexander, Bryan. . USA TODAY. 今日美国. 2021-07-05  [2021-07-06]. （原始内容存档于2021-07-20） （英语）.

## 外部連結
- 李察·唐納在互联网电影资料库（IMDb）上的資料（英文）
- 李察·唐納在豆瓣上的资料（简体中文） （中文）